# Политическое совещание (при Юдениче)
Полити́ческое совеща́ние (при Юде́ниче) — прообраз русского правительства в Северо-западном районе России. Было образовано 24 мая 1919 года в Гельсингфорсе. Существование утратило смысл в связи с образованием 11 августа 1919 г. английскими военными представителями Правительства Русской Северо-Западной области.

## Состав
Юденич возглавил Политическое совещание став его председателем. В его состав, кроме Юденича, вошли пять человек — А. В. Карташёв (зам. председателя и министр иностранных дел), П. К. Кондзеровский (начальник штаба главкома русскими войсками на Северо-западе России), В. Д. Кузьмин-Караваев, С. Г. Лианозов, Г. А. Данилевский. Позже в состав совещания вошёл М. Н. Суворов, в качестве военного министра.